# Castelo de Hattstatt-Schauenbourg

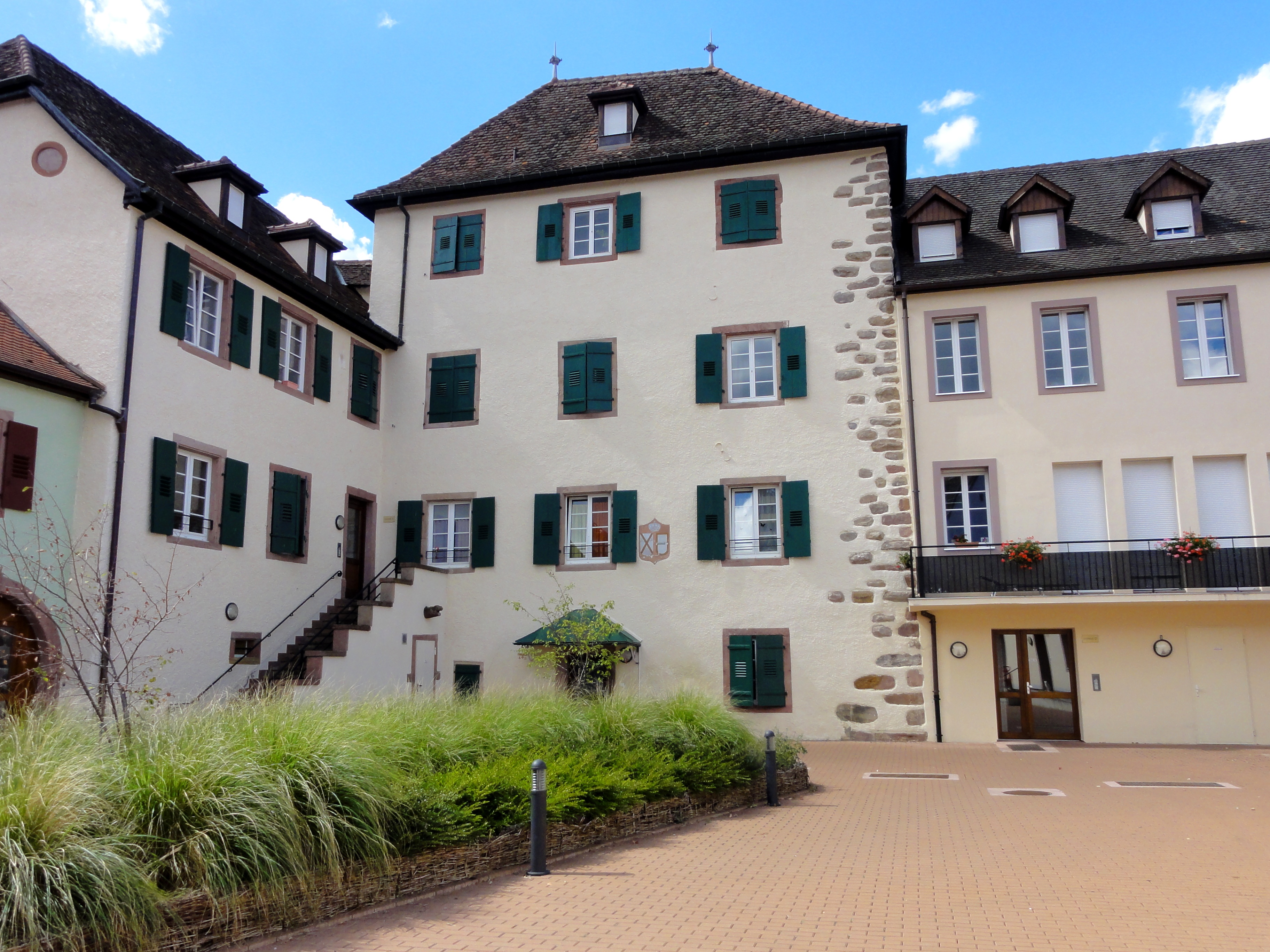
O agora transformado edifício de apartamentos, Château des Hattstatt-Schauenbourg

Château des Hattstatt-Schauenbourg é um castelo localizado na comuna de Soultzbach-les-Bains, no departamento de Haut-Rhin, na Alsácia, na França. É classificado como um monumento histórico desde 2009.